# Euvezin
Euvezin település Franciaországban, Meurthe-et-Moselle megyében. Lakosainak száma 107 fő (2022. január 1.). Euvezin Bouillonville, Essey-et-Maizerais, Flirey, Limey-Remenauville, Pannes, Thiaucourt-Regniéville és Viéville-en-Haye községekkel határos.

## Népesség
A település népességének változása:
| Lakosok száma | 133  | 107  | 81   | 109  | 89   | 102  | 111  | 113  | 111  | 107  |
|               | 1968 | 1982 | 1990 | 2006 | 2013 | 2015 | 2017 | 2019 | 2020 | 2022 |